# روزا فون پراونهایم
روزا فون پراونهایم (آلمانی: Rosa von Praunheim؛ زادهٔ ۲۵ نوامبر ۱۹۴۲) کارگردان فیلم، فیلم‌نامه‌نویس، نقاش، نویسنده، و فعال حقوق دگرباشان اهل آلمان است. پراونهایم فیلم‌سازی پرکار است و تاکنون بیش از هفتاد فیلم ساخته است. او از پیشگامان سینمای دگرباشی است و از نخستین مدافعان آگاه‌سازی دربارهٔ ایدز و آمیزش جنسی امن است. با این وجود، او در جامعهٔ همجنس‌گرایان چهره‌ای جنجالی است. فیلم‌های او بر روابط همجنس‌گرایانه و شخصیت‌های زن قدرتمند متمرکز هستند. تاکنون چهره‌هایی چون جین کانتی، وجاینال دیویس، دیواین، و جف استریکر در فیلم‌های او بازی کرده‌اند.

## زندگی‌نامه
فون پراونهایم در طول جنگ جهانی دوم در زندان مرکزی ریگا در لتونی به دنیا آمد در آن زمان لتونی زیر سلطهٔ آلمان قرار داشت. مادر واقعی او در بیمارستانی روانی در برلین درگذشت. پس از به دنیا آمدنش او را برای سرپرستی به شخص دیگری سپردند. او این حقایق را بعدها در سال ۲۰۰۰ میلادی از زبان گرترود میچویتسکی که سرپرستی او را برعهده گرفته بود شنیده است. او در سال ۲۰۰۶ میلادی پس از مدت‌ها تجسس، به سرنوشت مادر واقعی‌اش پی برد. او این موضوع را در فیلم دو مادر (۲۰۰۷) مستندسازی کرده‌است.
او سال‌های نخست زندگی‌اش را با نام هولگر میچویتسکی در برلین شرقی گذراند. در ۱۹۵۳ میلادی همراه با خانواده‌اش از آلمان شرقی فرار کرد و به آلمان غربی رفت. نخست به راینلاند، سپس به فرانکفورت. او پس از ترک دبیرستان علوم انسانی در فرانکفورت به مدرسهٔ هنری در افنباخ آم ماین رفت. او سپس به تحصیل هنرهای زیبا در دانشگاه هنرهای برلین پرداخت ولی تحصیلاتش را به پایان نرساند. او نخست به‌عنوان نقاش به کار مشغول شد ولی اندکی بعد به فیلم‌سازی پرداخت.
او در میانهٔ دههٔ ۱۹۶۰ میلادی، نام روزا فون پراونهایم را برگزید. روزا در زبان آلمانی به معنای صورتی است. دلیل انتخاب این نام زنانه، یادآوری مثلث صورتی (به آلمانی: Der Rosa Winkel) است که زندانیان همجنس‌گرا مجبور بودند در کمپ‌های نازی‌ها به خود بچسبانند.

## گزیدهٔ فیلم‌شناسی
- ۱۹۶۹: خواهران انقلاب
- ۱۹۷۰: سوسیس تختخوابی
- ۱۹۷۱: همجنس‌گرا فاسد نیست، بلکه جامعه‌ای که او در آن زندگی می‌کند فاسد است
- ۱۹۷۳: سوسیس تختخوابی برلینی
- ۱۹۷۳: اکسل فون آورشپرگ
- ۱۹۷۷: تالی براون، نیویورک
- ۱۹۷۹: ارتش عشاق یا شورش مرتدها
- ۱۹۸۰: عشق قرمز
- ۱۹۸۱: بدن‌هایمان بار دیگر زندگی می‌کنند
- ۱۹۸۱: عشق قرمز
- ۱۹۸۳: شهر روح‌های گم‌شده
- ۱۹۸۴: ترس از فضای خالی (که به مفهوم تهی‌گریزی اشاره دارد)
- ۱۹۸۵: ویروسی که از اخلاقیات بهره‌ای نبرده است
- ۱۹۸۷: آنیتا: رقص‌های گناه
- ۱۹۸۸: دالی، لوته و ماریا
- ۱۹۸۹: زنده‌ماندن در نیویورک
- ۱۹۹۰: سکوت=مرگ
- ۱۹۹۰: مثبت
- ۱۹۹۱: شرور
- ۱۹۹۲: من زن خودم هستم
- ۱۹۹۵: نئوروزیا: پنجاه سال انحراف
- ۱۹۹۹: انیشتین جنسیت
- ۱۹۹۹: آیا می‌توانم ساندویچ سوسیس تو باشم؟
- ۱۹۹۹: ورودوی بی‌نظیر
- ۲۰۰۰: زنان فاسبیندر
- ۲۰۰۱: زنان دروغ نمی‌گویند
- ۲۰۰۵: مردان قهرمان و نازی‌های همجنس‌گرا
- ۲۰۰۷: دو مادر
- ۲۰۱۱: پسران اجاره‌ای
- ۲۰۱۵: عشق سخت